# 러시아 사회민주노동당의 정파
러시아 사회민주노동당(RSDLP)에는 다양한 정파가 있었다.
- 볼셰비키(러시아어: большевики), 다수파(영어: majority): 1903년 RSDLP 대분열 때 형성. 영수는 블라디미르 레닌. 1912년 러시아 사회민주노동당 다수파(RSDLP(B))로 당을 따로 차리며 분당. 10월 혁명 이후 러시아 사회민주노동당 다수파는 전연방 공산당으로 진화.
  - 오초비스치(러시아어: Отзовизм), 철회파(영어: recallists): 볼셰비키 내부 급진파. RSDLP의 모든 합법 활동을 중단할 것을 요구. 특히 국가두마에 가지고 있는 의석을 철회히야 한다고 주장. 주요 인물로 알렉산드르 보그다노프, 막심 고리키, 미하일 포크롭스키, 아나톨리 루나차르스키, 안드레이 부브노프 등.[1][2] 이후 브페료드(전진파)로 발전.
  - 통첩파(영어: ultimatist) 볼셰비키 내부 급진파. 두마의 볼셰비키 의원들에게 타협하지 않는 급진성을 요구하는 최후통첩을 보내야 한다고 주장. 레닌은 이들과 두어 번 편을 같이 했으나(마르토프의 회고록에 따르면), 결국은 "거꾸로 세운 청산파와 같다"며 평가절하하고 버렸다.[3] 통첩파는 1909년 9월까지 상트페테르부르크의 볼셰비키 조직을 장악했다.[2]
- 바리바(러시아어: борьба́), 투쟁파(영어: struggle): 프랑스 파리에 근거하던 국외자 집단
- 분트(러시아어: Бунд, 독일어: Bund), 유대인 노동총동맹(General Jewish Labour Bund): 1898년 민스크에서 열린 제1차 당대회부터 브뤼셀에서 열린 제2차 당대회 사이, 그리고 1903년 런던에서 열린 제3차 당대회와 1906년 4월 스톡홀름에서 열린 제4차 당대회 사이에 RSDLP 내부의 자치적 세력으로 더부살이했다.[4]
  - 유즈니 라보치(러시아어: Южный рабочий), 남부노동자파(영어: Southern Worker): 1899년 유대계를 중심으로 형성. 동명의 신문 발행. 제2차 당대회 때 해산. 중앙집중된 당을 만들자는 이스크라 노선 자체에 반대.
- 멘셰비키(러시아어: меньшевики), 소수파(영어: minority): 1903년 대분열 때 볼셰비키와 동시에 형성. 영수는 율리우스 마르토프. 1912년 완전히 따로 살림을 차리게 되면서 러시아 사회민주노동당 소수파(RSDLP(M))를 창당. 
  - 청산파(영어: Liquidators): 1905년 멘셰비키에서 이탈한 집단. 제도권 준법정치의 가능성을 모색했으며 지하혁명활동의 "청산"을 주장.
  - 방위파(영어: Defencists): 제1차 세계대전 당시 멘셰비키 당내 다수파. 영수는 표도르 단. 전쟁을 지지.
  - 국제파(영어: Internationalists): 제1차 세계대전 당시 멘셰비키 당내 소수파. 영수는 율리우스 마르토프. 전쟁 반대하여 탈당. 메즈라이온치에 흡수.
- 메즈라이온치(러시아어: межрайонцы), 지구당간파(영어: Interdistrictites): 1913년 형성되어 볼셰비키와 멘셰비키 간에 가교가 되기를 시도했으나 실패하고 볼셰비키에 흡수.
- 예딘스트보(러시아어: Единство), 통합파(영어: unity): 1914년-1917년에 존재. 영수는 게오르기 플레하노프.